# Nerocila loveni
Nerocila loveni es una especie de crustáceo isópodo marino del género Nerocila, familia Cymothoidae. Fue descrita científicamente por Bovallius en 1887.

## Distribución
Esta especie se encuentra en Indonesia, la parte central del Indo-Pacífico y el mar de Java.